# سامسونج إس 5600
سامسونج إس 5600 (بالإنجليزية: Samsung S5600)‏ هو هاتف محمول من سامسونج للاتصالات.

## الخصائص
- الشاشة: شاشة لمس 240 × 320
- الوزن: 96 غرام
- التخزين: 80 ميجابايت